# Ейдер Аревало
Ейдер Орландо Аревало Труке (ісп. Éider Orlando Arévalo Truque; нар. 9 березня 1993) — колумбійський легкоатлет, який спеціалізувався на спортивній ходьбі.

## Спортивні досягнення
Учасник змагань з шосейної ходьби на 20 кілометрів на трьох Олімпіадах, на яких посів 15-е (2016), 18-е (2021) та 20-е (2012) місця.
Учасник змагань з ходьби на 10000 метрів на юнацьких Олімпійських іграх (2010), на яких був знятий під час проходження з дистанції за порушення правил спортивної ходьби.
Чемпіон світу з шосейної ходьби на 20 кілометрів (2017). На інших чемпіонатах світу у ходьбі на 20 кілометрів фінішував 7-м (2015), 22-м (2022), 26-м (2023) та 8-м у ходьбі на 35 кілометрів (2022).
Дворазовий переможець Кубків світу серед юніорів у особистому заліку з шосейної ходьби на 10 кілометрів (2010, 2012). У командному заліку на цих змаганнях здобув срібло (2012) та бронзу (2010). Найкращий виступ на командних чемпіонатах (Кубках) світу з ходьби в дорослій віковій категорії — 12-е місце у 2018.
Чемпіон світу серед юніорів з ходьби на 10000 метрів (2012).
Фінішував 5-м на Панамериканських іграх з шосейної ходьби на 20 кілометрів (2015).
Переможець Панамериканських кубків з шосейної ходьби на 20 кілометрів (2017, 2021).
Срібний призер чемпіонату Південної Америки з шосейної ходьби на 20 кілометрів (2013).
Переможець Південноамериканських ігор з ходьби на 20000 метрів (2014).
Чемпіон Колумбії з шосейної ходьби на 20 кілометрів (2022).